# Бок (Люксембург)
Бок (люкс. Bockfiels) — мис на розі північно-східної історичної частини міста. Будучи природним утворенням скелясті кручі мису височіють над річкою Альзета, яка оточує його з трьох сторін. Саме там у 963-у році граф Зіґфрід побудував замок Лютцельбурґ. Протягом століть війська бургундів, Габсбургів, іспанців, пруссаків та французів намагалися захопити захопити замок, один з головних стратегічних опорних пунктів у Європі. Постійні чвари припинилися у 1867-у році, опісля укладання Лондонської угоди, згідно з якою було постановлено знести захисні укріплення. Руїни старого замку і величезної підземної системи проходів і галерей, відомих як каземати нині є визначною історичною пам'яткою міста.

## Галерея

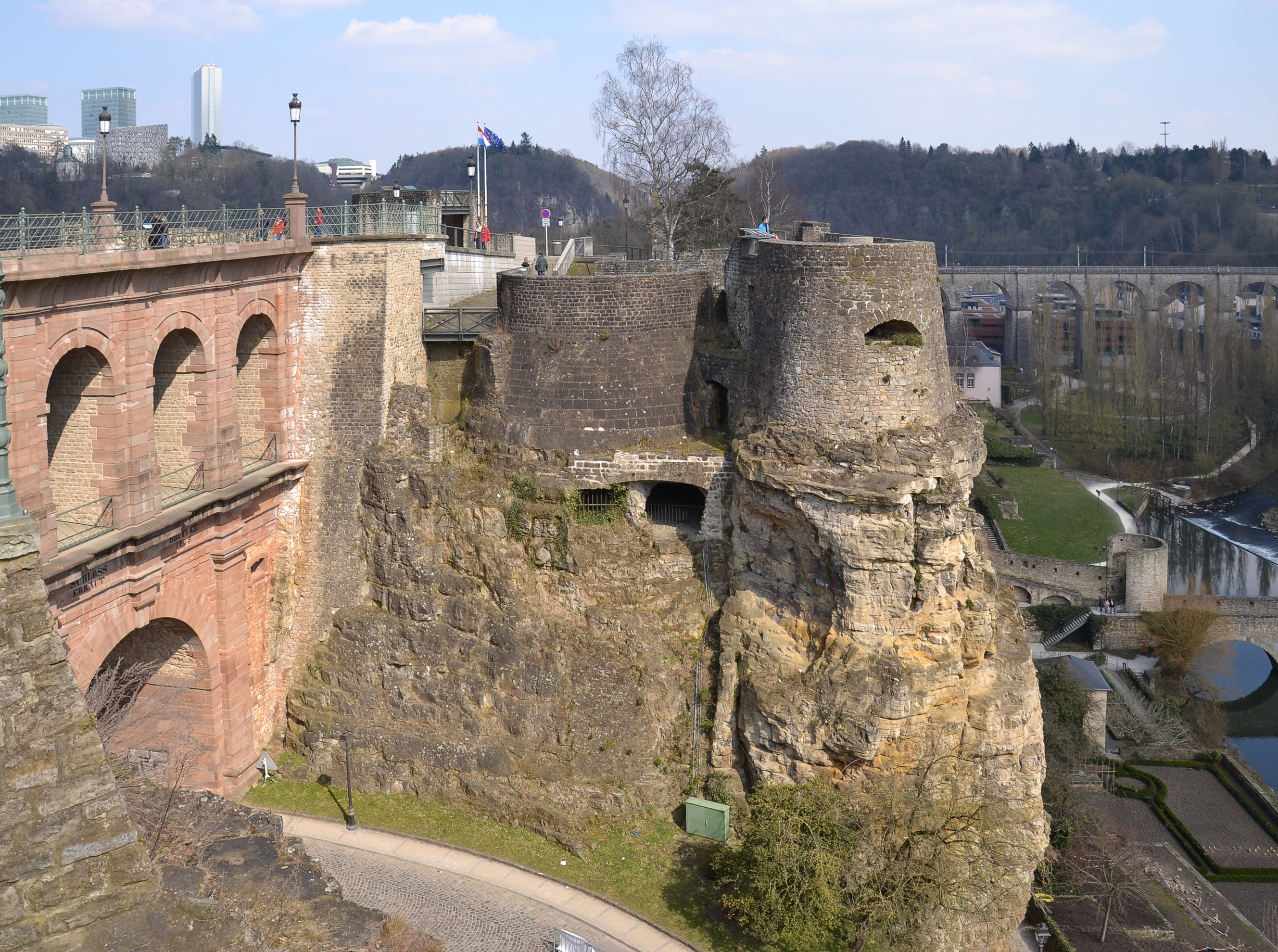
Фортифікаційні споруди замку
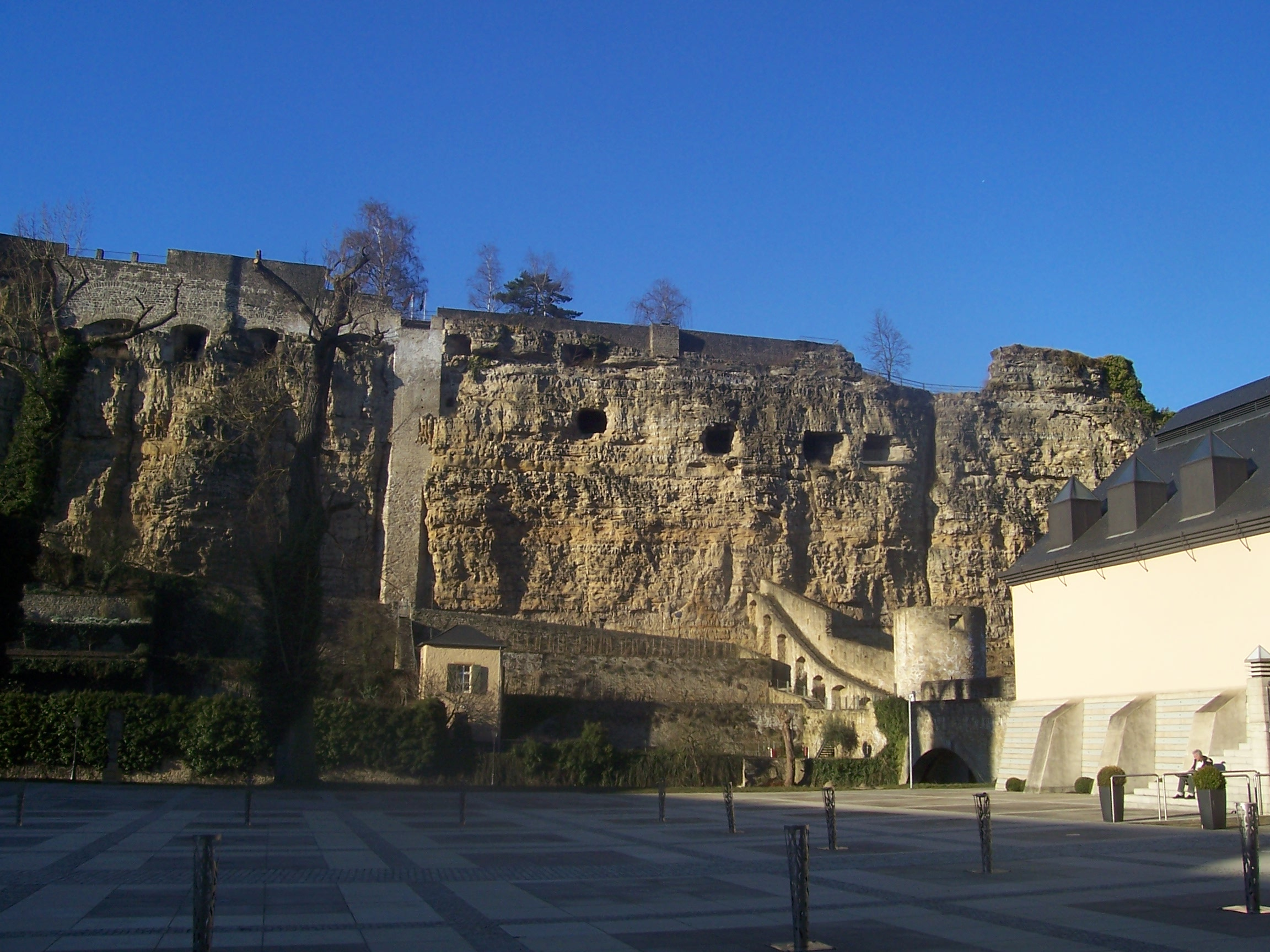
Стіна зі стрільницями для гармат
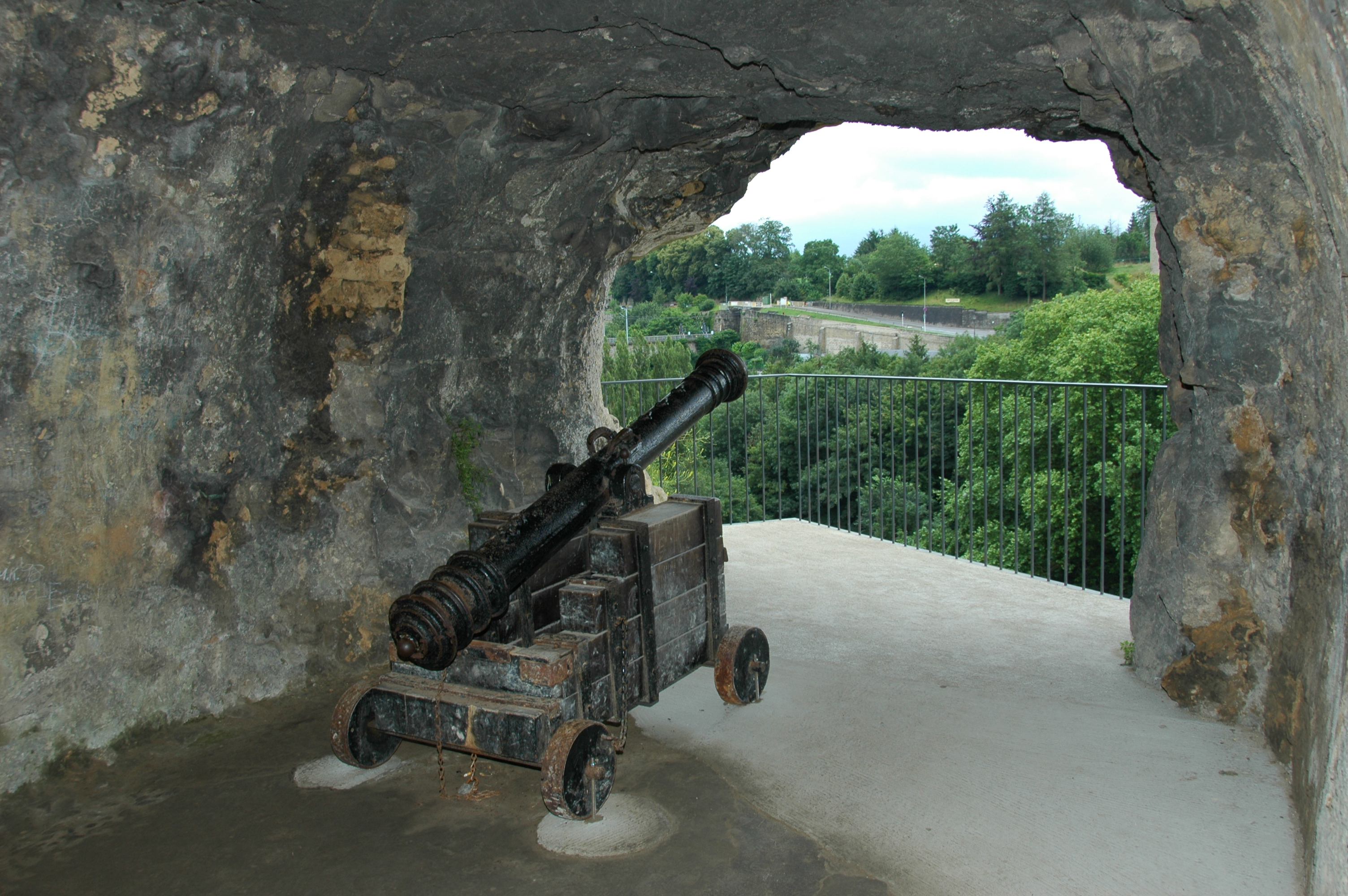
Гармата всередині казематів
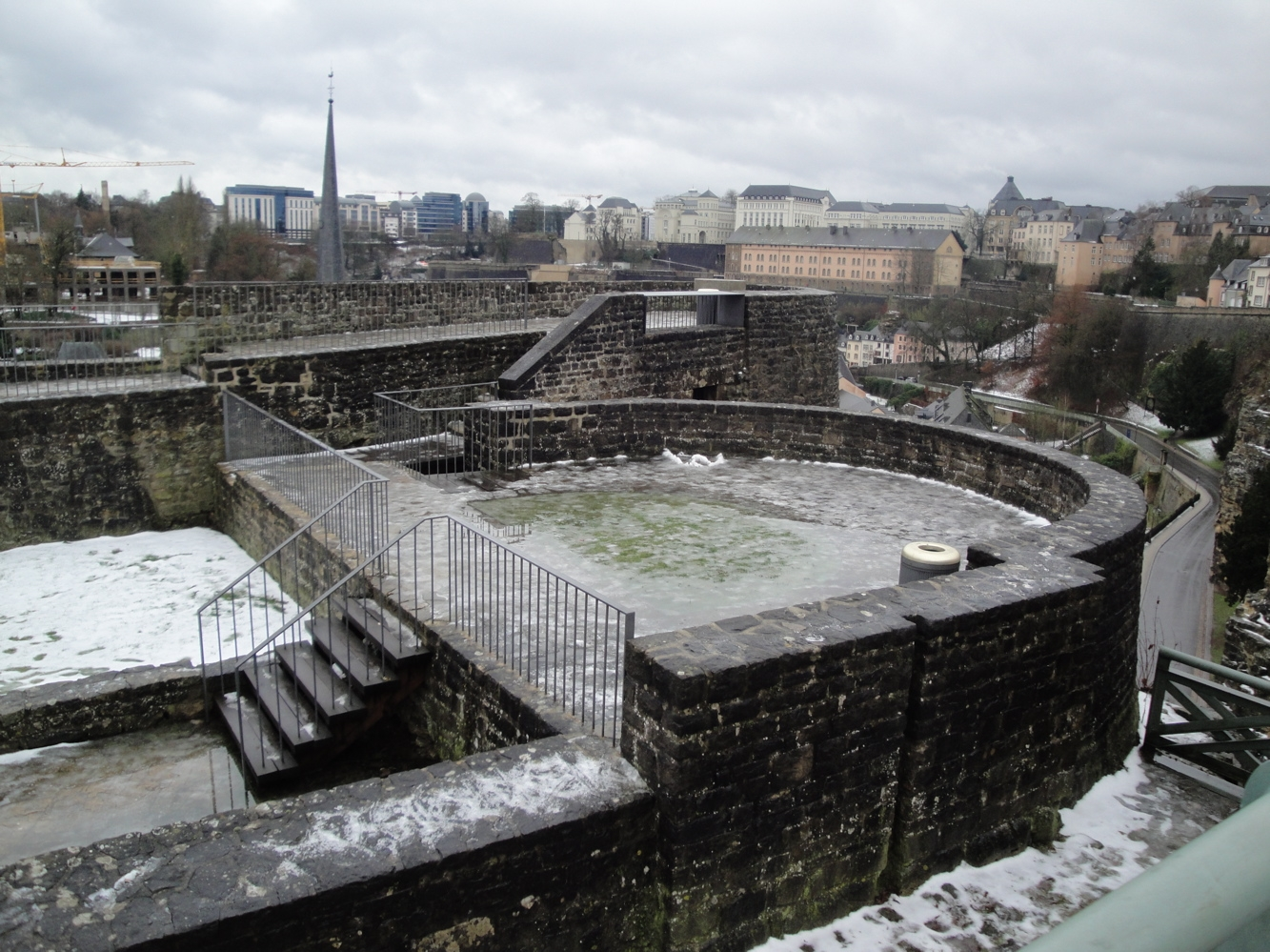
Бок взимку
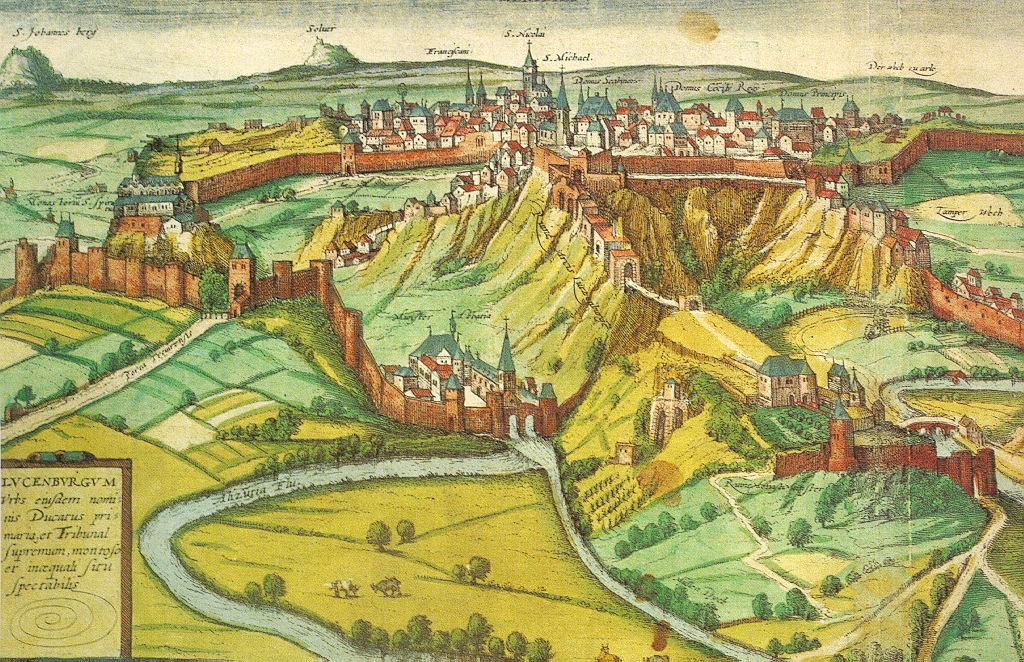
Малюнок Джоана Блау (1649 рік)

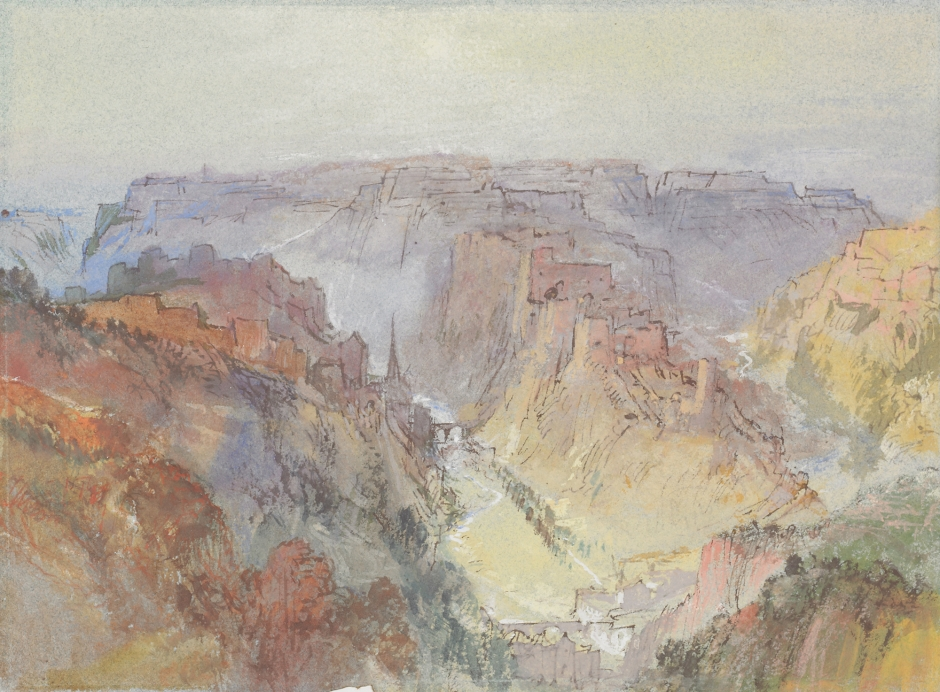
Замок очима Вільяма Тернера (1834)
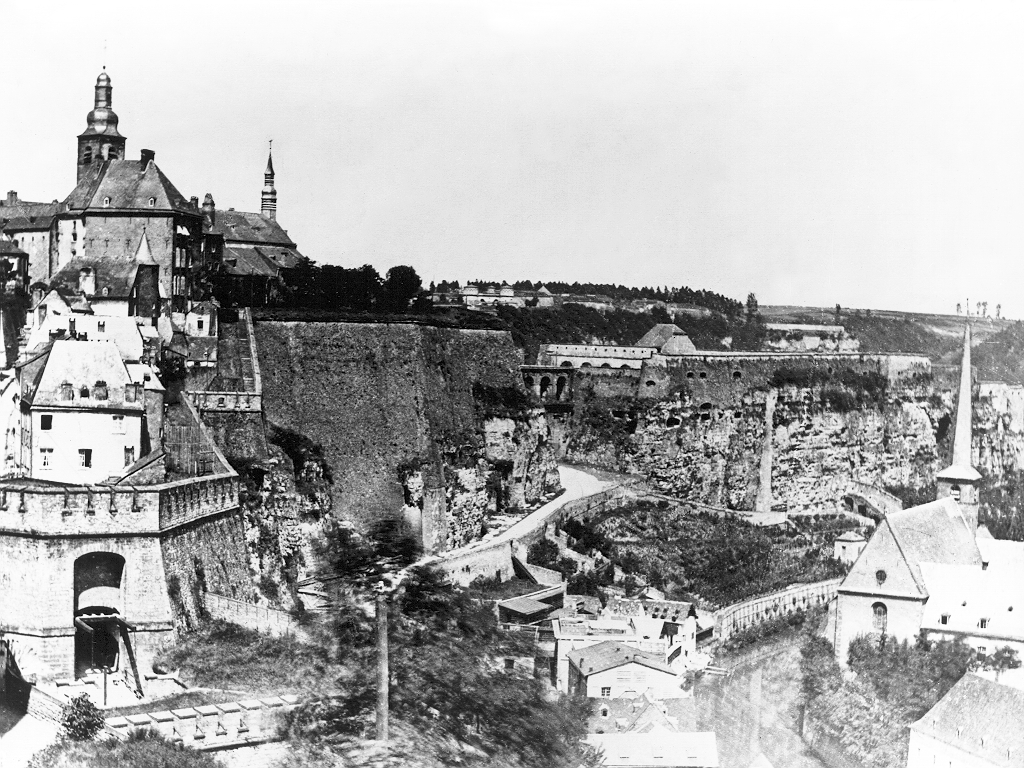
Вигляд фортеці до її руйнування у 1867-у
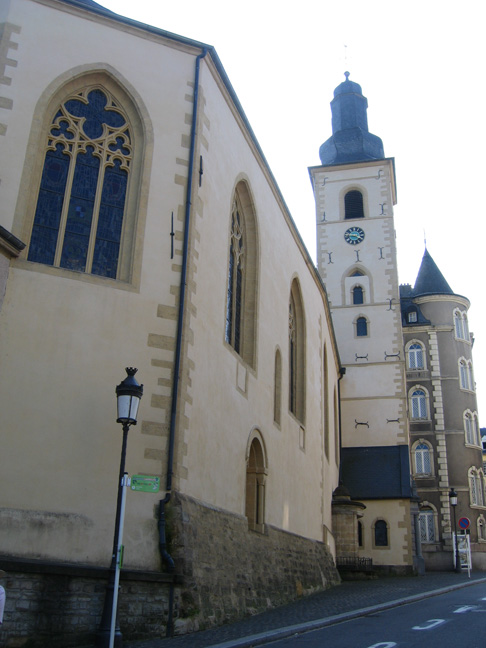
Церква Святого Михайла, одна з каплиць замку